# Michałów (powiat polkowicki)
Michałów (niem. Michelsdorf) – wieś w Polsce położona w województwie dolnośląskim, w powiecie polkowickim, w gminie Chocianów.

## Podział administracyjny
| SIMC    | Nazwa   | Rodzaj     |
| ------- | ------- | ---------- |
| 0363168 | Zacisze | przysiółek |

W latach 1975–1998 miejscowość należała administracyjnie do województwa legnickiego.

## Ośrodek łemkowski
We wsi w czasie przesiedleń związanych z Akcją „Wisła” osiedlono 36 rodzin łemkowskich obok wcześniej osiedlonych Polaków. Przeznaczeni do szybkiej asymilacji przez władze PRL, miejscowi Łemkowie nie mogli oficjalnie kultywować własnych tradycji religijnych i kulturalnych. Dopiero w 1980 r. zorganizowano tu I "Watrę na Czużyni" (łem. ognisko na obczyźnie) - zlot Łemków głównie z regionu dolnośląskiego. Od tej pory Watra organizowana jest we wsi corocznie w pierwszy weekend sierpnia, występują tu zespoły folklorystyczne, można kupić publikacje łemkowskie. W latach 1987–1989 wzniesiono cerkiew w stylu łemkowskim.    

### Cerkiew prawosławna
We wsi znajduje się parafialna cerkiew prawosławna pod wezwaniem św. Michała Archanioła.